# Tournoi de tennis de Bahia
Le tournoi de tennis de Bahia (Brésil), est un tournoi de tennis masculin du circuit professionnel ATP organisé en 1983.

## Palmarès messieurs

### Simple
| No | Date       | Nom et lieu du tournoi | Catégorie | Dotation | Surface         | Vainqueur       | Finaliste     | Score    |  |
| -- | ---------- | ---------------------- | --------- | -------- | --------------- | --------------- | ------------- | -------- |  |
| 1  | 22-11-1982 | , Bahia                |           | 75 000 $ | Moquette (int.) | Jaime Fillol    | Ricardo Acuña | 7-6, 6-4 |  |
| 2  | 21-11-1983 | , Bahia                |           | 75 000 $ | Moquette (int.) | Pedro Rebolledo | Júlio Góes    | 6-3, 6-3 |  |

### Double
| No | Date       | Nom et lieu du tournoi | Catégorie | Dotation | Surface         | Vainqueurs                  | Finalistes               | Score         |  |
| -- | ---------- | ---------------------- | --------- | -------- | --------------- | --------------------------- | ------------------------ | ------------- |  |
| 1  | 22-11-1982 | , Bahia                |           | 75 000 $ | Moquette (int.) | Givaldo Barbosa João Soares | Thomaz Koch Jose Schmidt | 7-6, 2-1, ab. |  |
| 2  | 21-11-1983 | , Bahia                |           | 75 000 $ | Moquette (int.) | Givaldo Barbosa João Soares | Ricardo Cano Thomaz Koch | NC            |  |